# Bruin zandoogje
Het bruin zandoogje (Maniola jurtina) is een dagvlinder uit de onderfamilie Satyrinae (zandoogjes en erebia's).

## Beschrijving
Het bruin zandoogje heeft een voorvleugellengte van 21 tot 28 millimeter. Het vrouwtje is iets groter dan het mannetje. Bij het mannetje is de bovenkant van de vleugels bruin. In de vleugelpunt van de voorvleugel bevindt zich een zwarte "oogvlek". Bij het vrouwtje bevindt zich op de voorvleugel een oranje veld, en heeft de oogvlek meestal een witte kern. Verwarring met het oranje zandoogje is mogelijk, maar bij het vrouwtje van het bruin zandoogje zit geen oranje op de achtervleugel, of heel weinig, terwijl bij het oranje zandoogje de achtervleugel oranje met een bruine rand is.
De achterrand van de achtervleugel is gekarteld.

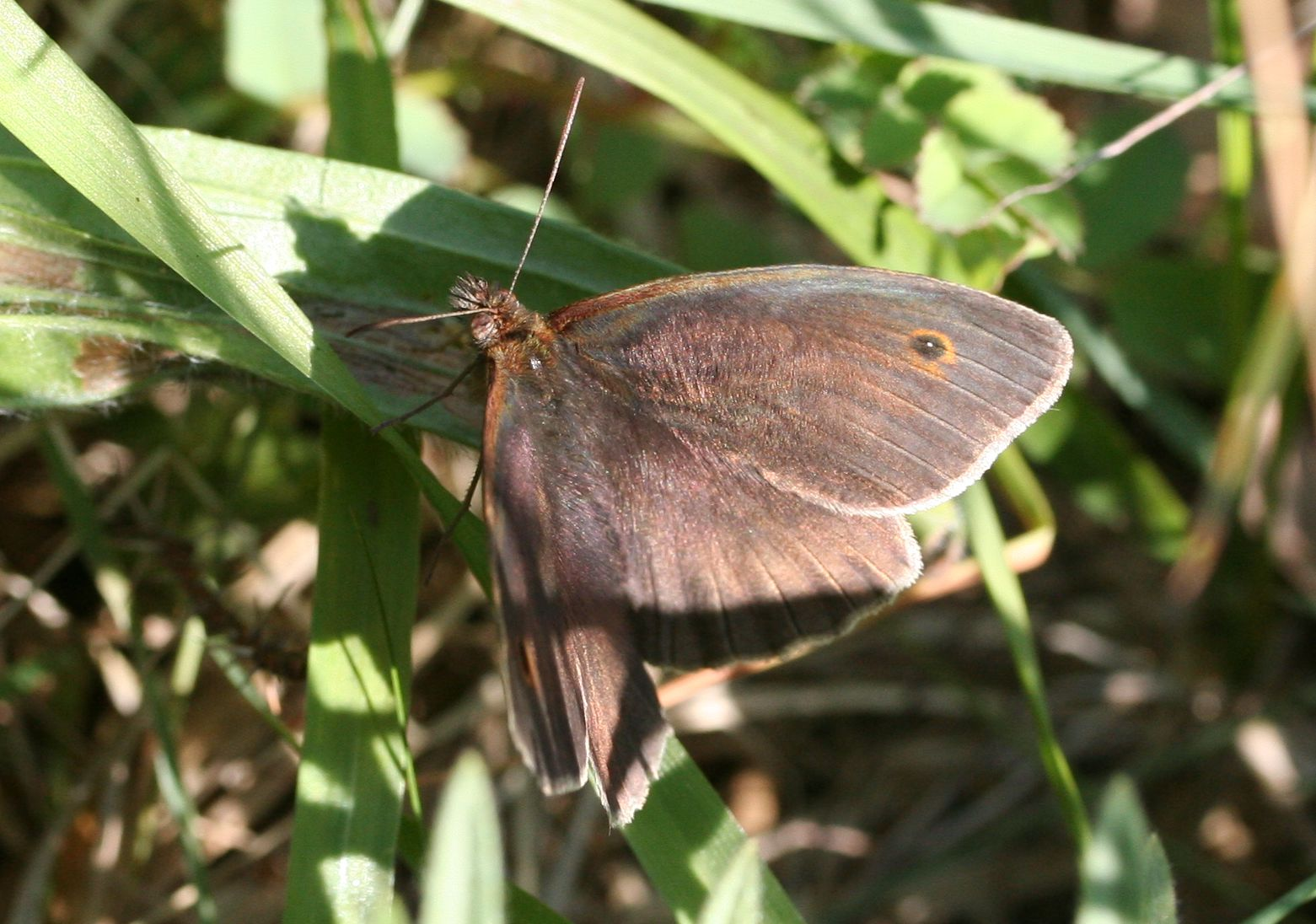
Mannetje van het bruin zandoogje
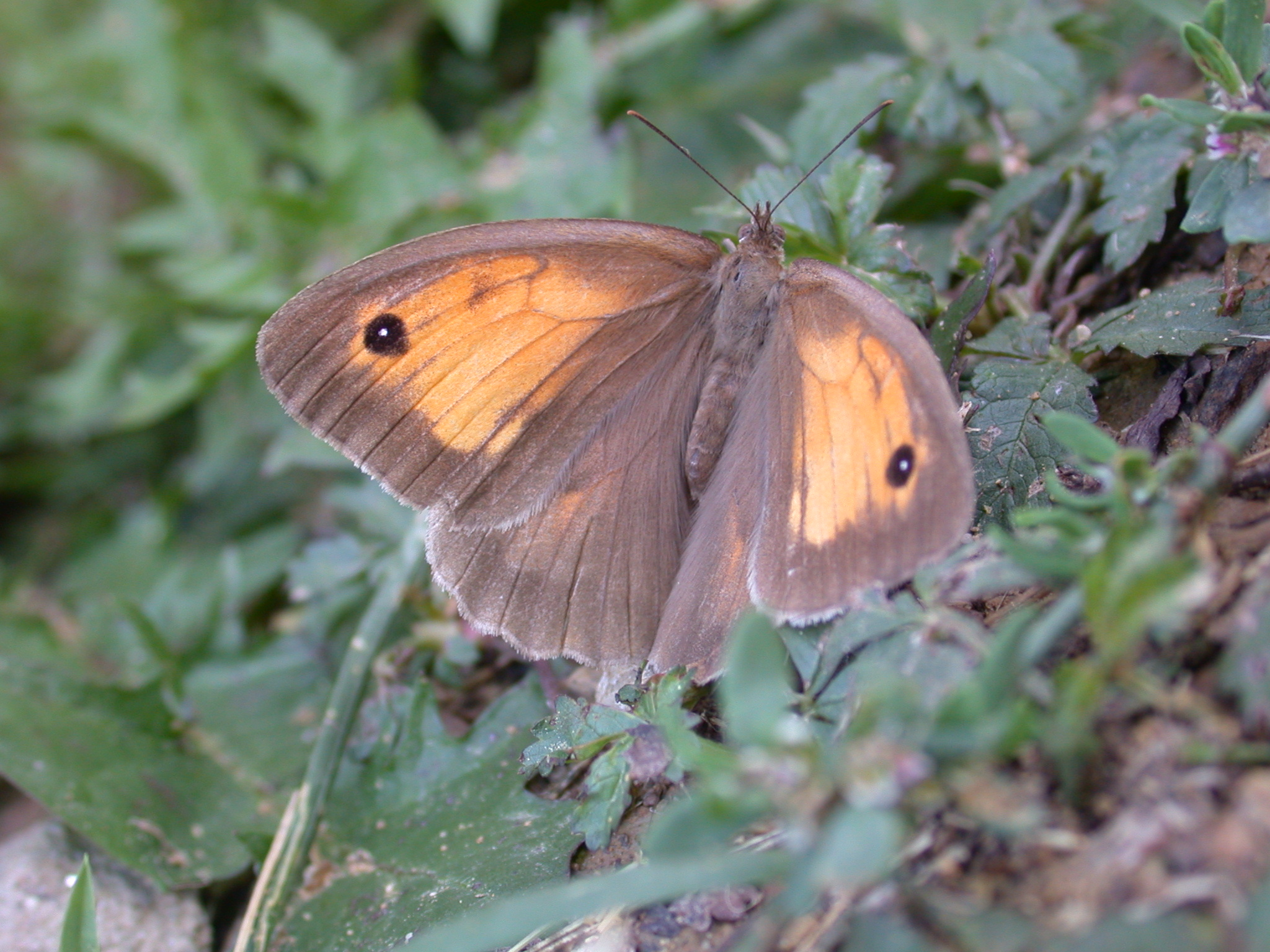
Vrouwtje van het bruin zandoogje
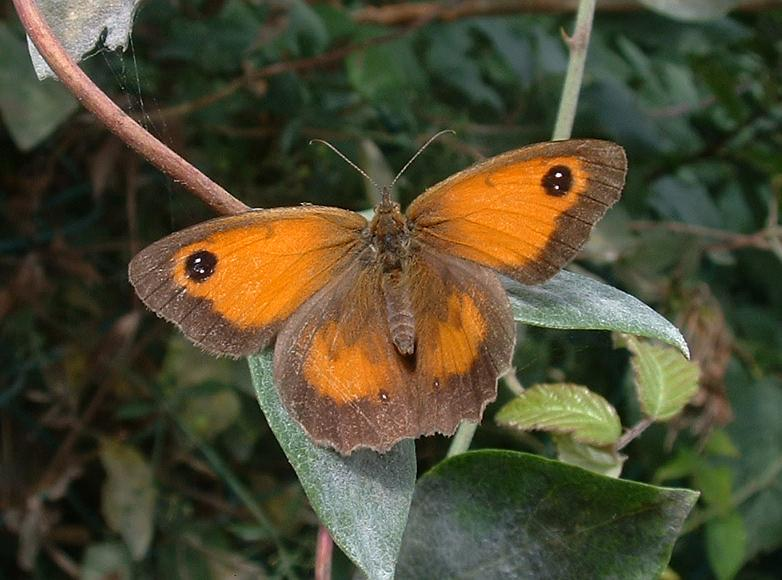
Vrouwtje van het oranje zandoogje

De onderkant van de achtervleugel is lichtbruin, de buitenste helft is meestal wat lichter van kleur. In dit wittige veld bevinden zich enkele kleine zwarte soms oranje omrande vlekjes. Bij het oranje zandoogje is de onderzijde van de achtervleugel duidelijk contrastrijker. De bovenvleugel is oranje met een bruine rand, en in de vleugelpunt een zwarte oogvlek met een of soms twee witte puntjes.

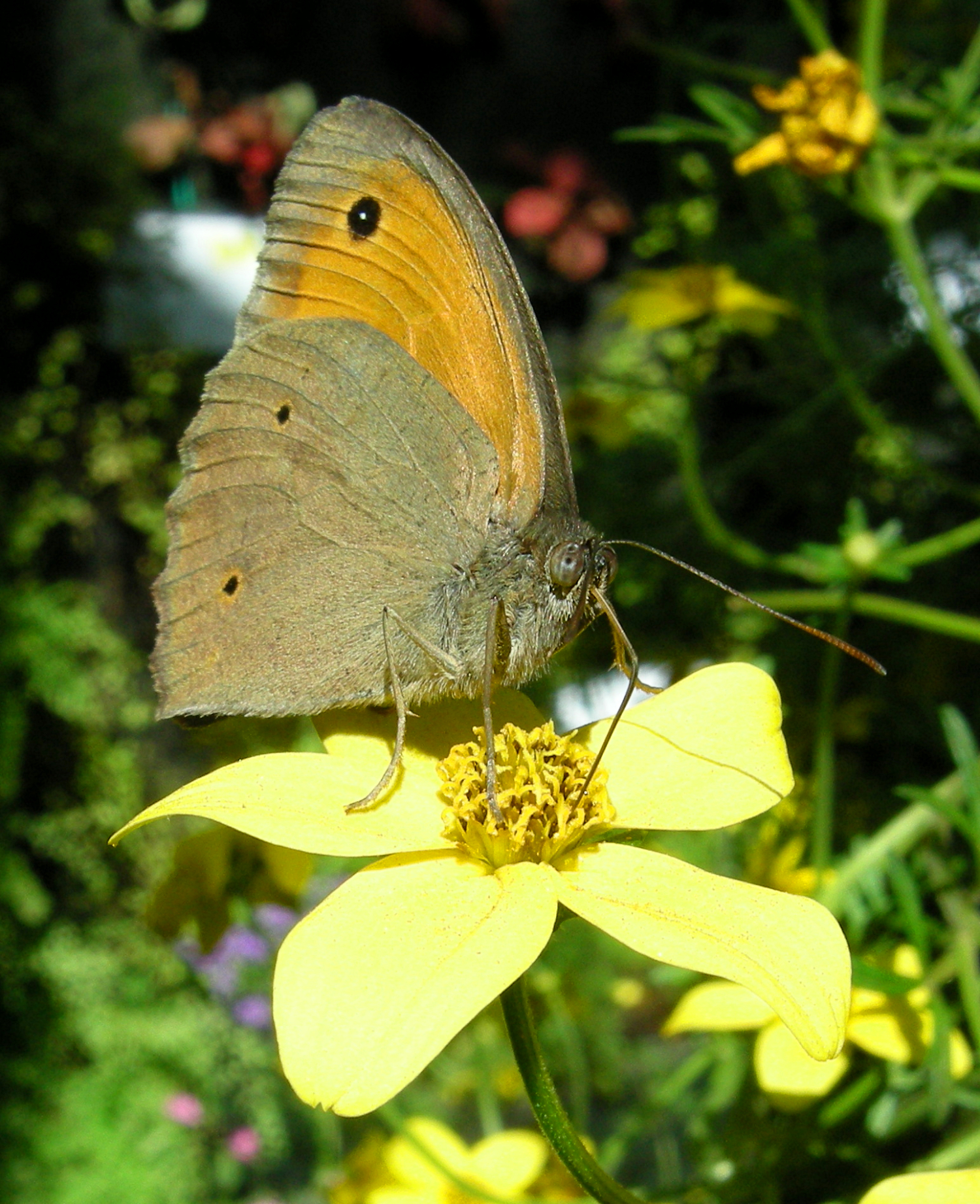
Onderzijde bruin zandoogje
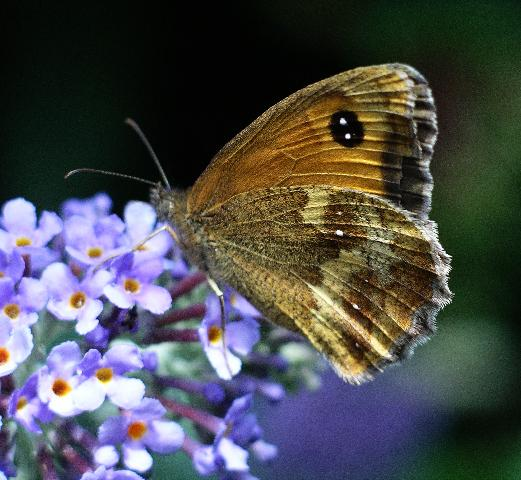
Onderzijde oranje zandoogje

De rups is heldergroen met een bruine rugstreep. Hij is fijnbehaard en aan de onderzijde loopt een smalle witgroene rand. De kop is ook groen. De rups bereikt uiteindelijk een lengte van 25 tot 28 millimeter.
De pop is variabel van kleur.
Het ei is beige met roodbruine vlekjes en wordt grijs vlak voor het uitkomen.

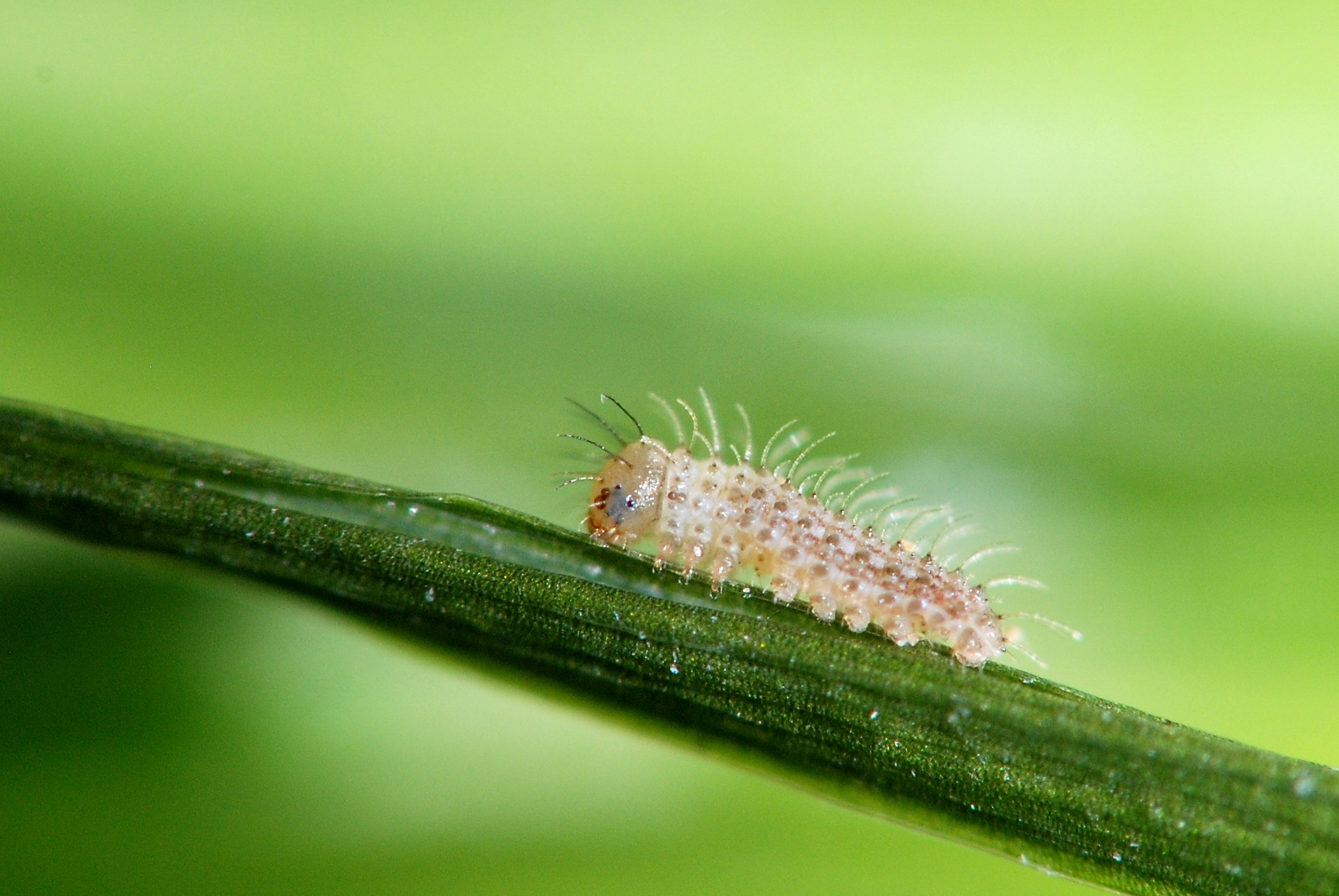
Rups in eerste stadium
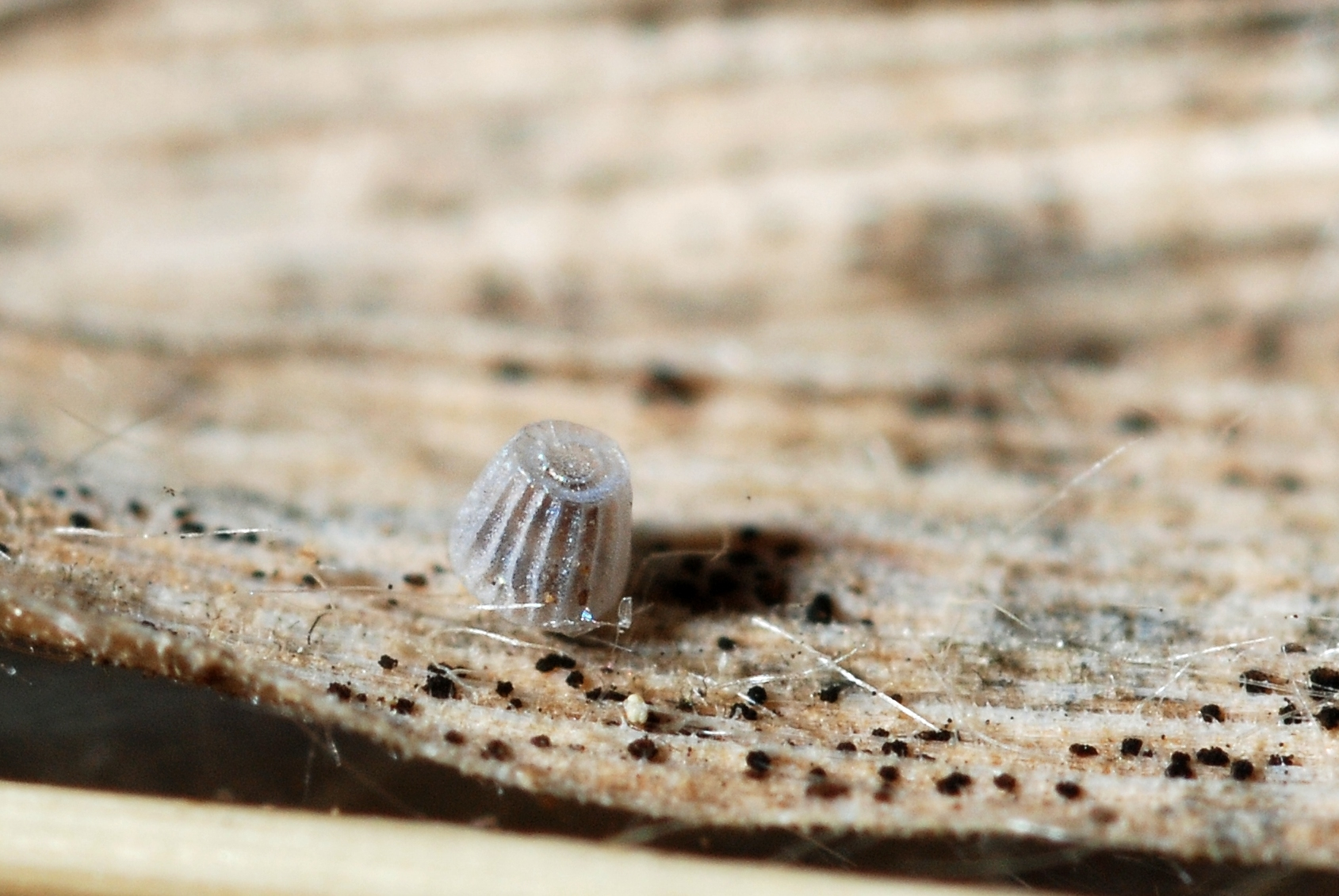
Ei

## Levenscyclus
Vrouwtjes vliegen alleen om voedsel of plaatsen om eitjes af te zetten op te zoeken. De mannetjes hebben een territorium, waarbinnen ze kort vluchten houden op zoek naar een vrouwtje, of "patrouilleren". Ze achtervolgen daarbij ook andere vlinders, of landen zelfs op zaken als dode blaadjes. Het mannetje omgeeft een vrouwtje met een geurstof (die een muffe geur heeft), waarna het vrouwtje bij het mannetje komt en de paring plaatsvindt. Vrouwtjes paren meestal op de eerste dag van hun leven als vlinder, en doen dat meestal maar één keer.
Als waardplanten gebruikt het bruin zandoogje allerlei smalbladige grassen, zoals beemdgras, gewoon reukgras, kweekgras, rood zwenkgras, grote vossenstaart, kropaar, ruwe smele, struisgras, en raaigras. Het vrouwtje zoekt meestal een lage plek in het gras om een eitje op af te zetten. Soms worden eitjes afgeschoten, of laat het vrouwtje de eitjes vliegend boven de vegetatie vallen, met name als de vegetatie hoog is. Het vrouwtje zet haar eitjes af in verschillende vegetaties, en zorgt daarmee voor spreiding van risico.
Tamelijk veel rupsen vallen later ten prooi aan parasieten. Bekende parasieten zijn de sluipwespen Apanteles tetricus, Apanteles plutellae, Apanteles tibialis en Meteorus versicolor.
Na 14 tot 30 dagen kruipt de rups uit het eitje. De rups overwintert in een graspol, maar gaat niet in diapauze. Bij voldoende warm weer eet de rups in de winter gewoon verder. Aanvankelijk eet de rups overdag, vanaf het derde stadium vooral in de schemering. Vanaf eind mei vindt de verpopping plaats. De pop hangt laag in de vegetatie. Het popstadium duurt 14 tot 30 dagen.
Het bruin zandoogje kent één generatie per jaar. De vliegtijd is vanaf eind mei tot in september, waarbij het mannetje eerder begint met vliegen dan het vrouwtje. Doordat de rupsen niet allemaal in hetzelfde stadium overwinteren, en er eitjes worden afgezet in diverse vegetaties, is de vliegtijd langgerekt. Een individueel imago leeft drie tot zes weken.

## Gedrag
De vlinders zijn niet kieskeurig in nectarplanten. Zij kiezen alle bloeiende planten die beschikbaar zijn.
De bruin zandoogjes komen in vrij grote dichtheden voor, op vliegplaatsen van 60 tot ruim 300 exemplaren per hectare, soms worden er boven de 1000 op een hectare waargenomen.
Het bruin zandoogje houdt een territorium aan. Normaal gezien vliegen zij zo'n 150 meter vanaf hun "standplaats". Komen zij buiten dit gebied terecht, dan onderzoeken ze in steeds groter wordende lussen vanaf hun nieuwe plaats de omgeving. Zodra zij hun standplaats herkennen, vliegen ze daar direct naartoe terug. Bij zeer grote dichtheden gaan de vlinders soms zwerven.

## Voorkomen
Het bruin zandoogje komt voor in het West-Palearctisch gebied. De vlinder komt niet voor in Midden- en Noord-Scandinavië. De vlinder geeft de voorkeur aan matig voedselrijk grasland als leefgebied. In Nederland en België is de soort zeer algemeen.

## Ondersoorten
De volgende ondersoorten zijn beschreven:
- M. j. jurtina (Linnaeus, 1758) - nominale ondersoort
- M. j. janira (Linnaeus, 1758)
- M. j. persica LeCerf, 1912
- M. j. phormia (Fruhstorfer, 1909)
- M. j. strandiana Oberthür, 1936